# Пискунова, Ирина Викторовна
Ирина Викторовна Пискунова (родилась 18 июня 1972 года) — российская хоккеистка на траве, игравшая на позиции полузащитницы в клубе «Дончанка». Мастер спорта России международного класса, действующая судья матчей по хоккею на траве.

## Биография
На протяжении 18 лет играла за команду «Дончанка», неоднократная чемпионка в России в составе клуба. В составе сборной России играла на чемпионате мира 2002 года. Участница Межконтинентального кубка мира 1997 года.
С 2005 года судит матчи по хоккею на траве. В 2018 году была членом счётной комиссии на XIII конференции Федерации хоккея на траве России. Играет за ветеранскую команду «Ветераны Москвы».